# Phyllis Diller
Phyllis Diller (anglès: Phyllis Ada Diller)  (Lima, 17 de juliol de 1917 - Brentwood, 20 d'agost de 2012) va ser una actriu, comediant i monologuista nord-americana. Va fer-se coneguda pels seus personatges excèntrics amb estètica extremada i pel seu riure exagerat i un humor on es reia d'ella mateixa.
Va ser una de les primeres dones en guanyar-se un nom com a comediant als Estats Units, aplanant el camí a d'altres humoristes com Joan Rivers, Roseanne Barr, o Ellen DeGeneres, que l'han citat sovint com a referència. També és considerada una transgressora dels rols de gènere i sexualitat, motiu pel qual va esdevenir una icona del moviment homosexual. També va ser una de les primeres en defensar la cirurgia estètica.
Va actuar en més de 40 pel·lícules, iniciant-se el 1961 a Esplendor a l'herba i en diverses sèries de televisió, principalment en papers secundaris i cameos.